# تیم ملی هاکی روی چمن مردان پاکستان
تیم ملی هاکی پاکستان (اردو: پاکستان قومی هاکی ٹیم) به نمایندگی از کشور پاکستان در مسابقات بین‌المللی هاکی روی چمن شرکت می‌کند و تاکنون ۳ مدال طلا، ۳ مدال نقره و دو مدال برنز در مسابقات المپیک تابستانی و ۸ مدال طلای بازی‌های آسیایی و چهار بار قهرمان جهان شده که عمده این افتخارات مربوط به قرن ۲۰ میلادی است.

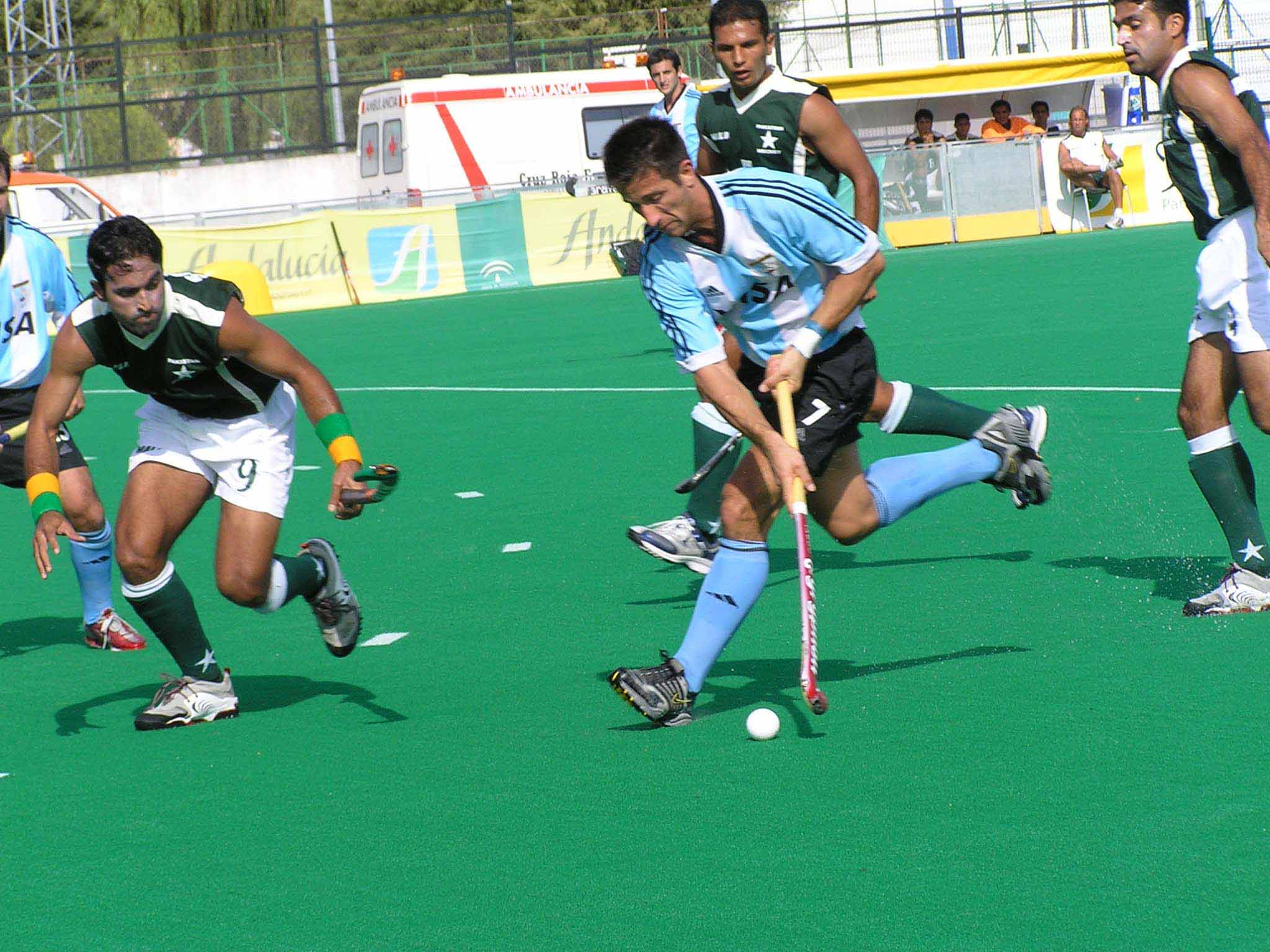
پاکستان در سال ۲۰۰۵ مقابل آرژانتین

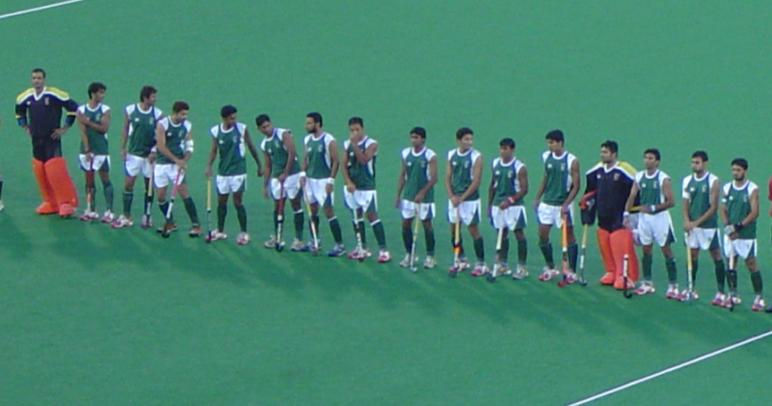
المپیک تابستانی ۲۰۰۸ در پکن.